# Felip Pròsper d'Àustria
Felip Pròsper d'Àustria (Madrid, 28 de novembre de 1657 - 1 de novembre de 1661) va ser un infant d'Espanya, fill de Felip IV de Castella i de la seva segona esposa, Maria Anna d'Àustria. Esdevingué breument príncep d'Astúries, Girona i Viana, per tant hereu a la corona, des de 1658 fins a la seva mort, de forma prematura, el 1661. Després de la mort de la reina Isabel de França i de l'hereu Baltasar Carles, Felip Pròsper fou el primer fill mascle de Felip IV en superar l'any de vida. No obstant això, seria el seu germà pòstum, Carles, el que regnaria com a Carles II.

## Biografia

### Naixement
Va ser el primer fill baró de Felip IV amb la seva segona esposa Maria Anna d'Àustria, amb la qual s'havia casat a causa de la mort del príncep d'Astúries Baltasar Carles, fruit del seu primer matrimoni amb Isabel de França. Abans del seu naixement dins del cercle de la cort havia debatut sobre la possibilitat de nomenar hereva a la infanta Maria Teresa, encara que Felip IV sempre havia rebutjat aquesta opció davant la possibilitat que la reina li pogués donar descendència masculina.
Va ser batejat el 13 de desembre de 1657, el seu nom es degué a la necessitat d'aconseguir i mantenir amb vida un hereu al tron. La reina va donar a llum en un moment de crisi de l'economia de la Monarquia i el seu bateig va seguir un clima d'austeritat entre els cortesans, que després seria dedicat a una celebració pel naixement de l'hereu el dia 20 de desembre i que va suposar també l'estrena d'una gran comèdia al palau del Buen Retiro, el mes de juny d'aquell any.

### Príncep hereu
Va ser jurat com a príncep d'Astúries el 1658. El 1659, Diego Velázquez va realitzar un retrat del príncep, en el qual es pot veure al nen en un ambient lúgubre, dintre de l'Alcàsser de Madrid, i sobre el seu vestit pengen tota mena d'amulets, com una campaneta, una castanya, una pota de teixó, tots contra el mal d'ull, i que demostrava la creixent superstició dins de la família reial i la cort, que atribuïen conjurs a les morts dels hereus.
En sí, la vida del príncep fou curta, la seva delicada salut no li va permetre passar dels tres anys; s'ha afirmat que llur debilitat i la dels seus germans era a causa de la consanguinitat de Felip IV i de la reina Maria Anna, que malgrat la seva gran fertilitat no deixava de ser la seva neboda, i, per tant, de la contínua endongàmia que s'havia produït entre els Habsburg.

### Mort
L'1 de novembre de 1661 moria a causa d'un atac d'epilèpsia. Al cap de poc naixia un nou hereu, el futur Carles II de Castella, que seria el darrer membre de la Casa d'Àustria al tron espanyol.